# 歐洲之桅
歐洲之桅（Euromast）或譯歐洲桅杆，歐洲塔，是一個位於荷蘭鹿特丹的瞭望塔。

## 历史
專門為荷蘭國際園藝博覽會而建築於1958年至1960年間。2010年被列為國家歷史遺跡。 歐洲之桅是一座混凝土塔，內直徑約9（30英尺），牆體厚30（0.98英尺）。 為穩固考慮，該塔建在一個重1,900,000（4,200,000英磅）的混凝土方塊上，因此其重心位於地下。在96（315英尺）處有一個“鴉巢”一般的觀景台及飯店。曾是鹿特丹最高建築。

## 外部連結
- 官方網站 （页面存档备份，存于）
- Aerial photo (Google Maps) （页面存档备份，存于）